# Otto von Waldenfels
Otto Freiherr von Waldenfels (* 10. August 1889 in Wiesbaden; † 28. September 1974 in Lichtenberg (Oberfranken)) war ein deutscher Militärhistoriker und Archivar.

## Leben

### Herkunft
Otto war ein Sohn des bayerischen Generalleutnants Wilhelm von Waldenfels (1853–1936) und dessen Ehefrau Agnes, geborene von Rex. Er hatte noch zwei jüngere Brüder, darunter der Generalleutnant und Springreiter Rudolf (1895–1969).

### Karriere
Von 1904 bis 1908 besuchte Waldenfels die Pagerie in München, trat anschließend als Fahnenjunker in das 6. Chevaulegers-Regiment „Prinz Albrecht von Preußen“ der Bayerischen Armee in Bayreuth ein und avancierte am 23. Oktober 1910 zum Leutnant. Während des Ersten Weltkriegs war er zunächst als Ordonnanzoffizier beim Stab der 5. Kavallerie-Brigade, stieg am 1. Juni 1915 zum Oberleutnant auf und war ab 1916 als Ordonnanzoffizier bei der 30. Reserve-Division tätig. In gleicher Eigenschaft kam Waldenfels 1918 zum Generalkommando 57 und rückte zum Rittmeister auf.
Nach dem Krieg wurde er später Mitglied des sogenannten Sperr-Kreises und war Vorstand der BMP-Ortsgruppe Pasing. Er wurde aktives Mitglieds des Stahlhelms. Obwohl er die Nationalsozialisten ablehnte, verband er mit der Harzburger Front, welche u. a. die NSDAP, die DNVP (vor 1933 war er Mitglied der DNVP geworden) und den Stahlhelm zusammenschlossen, die Hoffnung auf eine Verbesserung der paramilitärischen Lage. Die Entwicklungen 1933 sah er als Aufbruchssignal und mit der Überführung der nicht in die SA überführten Anhänger des aufgelösten Stahlhelms in den Nationalsozialistischen Deutschen Frontkämpferbund im März 1934 wurde er deren Landesführer für Bayern. Die folgende Phase der Bedeutungslosigkeit des Nationalsozialistischen Deutschen Frontkämpferbund veranlasste ihn zu kritischen Aussagen, die Ende 1935 zu Gesprächen mit Franz Sperr führten.
Von 1920 bis 1922 war er als Vertragsangestellter im bayerischen Kriegsarchiv und anschließend dort bis 1937 Staatsarchivar. Bis 1939 war er am Heeresarchiv München tätig. Er blieb bis 1945 am Heeresarchiv, war aber zeitlich Beauftragter des Chefs der Heeresarchive in anderen Städten des Reiches. Als Oberheeresarchivar war er u. a. erst in Warschau, vom 18. Juni 1940 bis 15. Februar 1941 erst in Paris, vom 2. Mai 1941 bis 10. Juni 1941 in Athen und vom 22. Juli 1941 bis 18. Dezember 1941 beim rückwärtigen Heeresgebiet Mitte. In der Funktion als Oberheeresarchivar war er mit der Sicherstellung des militärischen Archivgutes beauftragt.
Nach dem Krieg blieb er bis 1947 als Angestellter am ehemaligen Heeresarchiv. Anschließend war er bis 1954 Leiter des Bayerischen Kriegsarchivs. In dieser Funktion wurde er 1952 Staatsarchivdirektor und ging 1954 in den Ruhestand.

## Schriften
- Geschichte des kgl. bayer. 6. Chevaulegers-Regiments „Kress“ im Kriege 1914–1919. Nach dem Kriegstagebuch des Regiments verfasst. Bayreuth 1921, OCLC 1060983369.
- Die Edelknaben der Churfürstlich und Königlich Bayerischen Pagerie von 1799–1918. München 1959, OCLC 72287937.
- mit Rudolf von Kramer: Der königlich bayerische Militär-Max-Joseph-Orden. Kriegstaten und Ehrenbuch 1914–1918. München 1966, OCLC 11584041.
- mit Franz W. Seidler und Paul Nielsen: Otto von Stetten 1862–1937. Zur Biographie eines bayerischen Generals. München 1971, OCLC 74315701.
- herausgegeben von Ernst von Waldenfels: Mein zerrissenes Vaterland. Erinnerungen von Otto Freiherr von Waldenfels. Osburg Verlag, Hamburg 2022, ISBN 978-3-95510-296-8.[6]